# Prozessionsaltar (Arnshausen, Nähe Fuchsmühlweg)

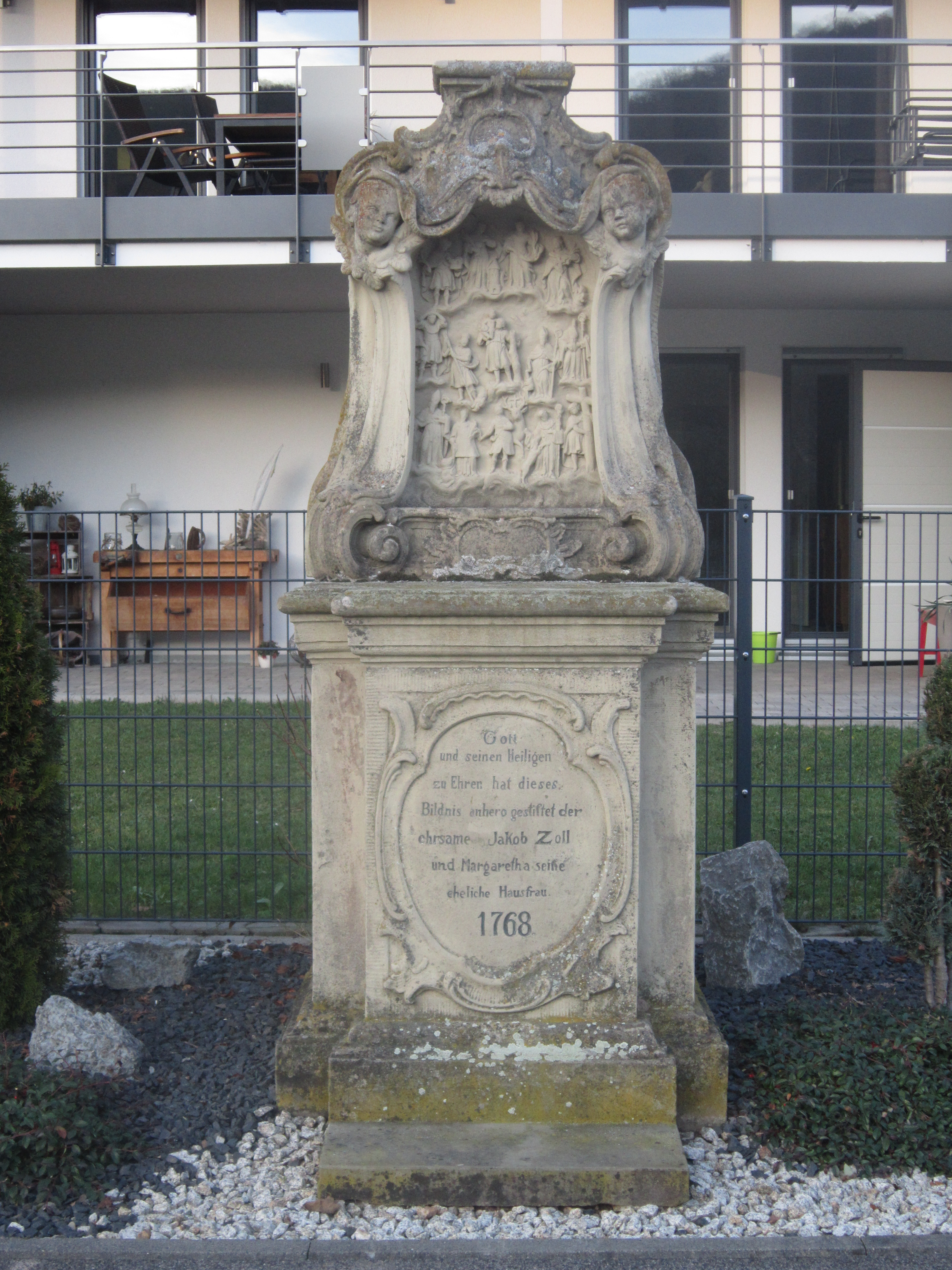
Prozessionsaltar, Nähe Fuchsmühlweg, Arnshausen

Der Prozessionsaltar in der Nähe des Fuchsmühlweges befindet sich in Arnshausen, einem Stadtteil von Bad Kissingen, der Großen Kreisstadt des unterfränkischen Landkreises Bad Kissingen. Er gehört zu den Bad Kissinger Baudenkmälern und ist unter der Nummer D-6-72-114-164 in der Bayerischen Denkmalliste registriert.

## Beschreibung
Der Prozessionsaltar besteht aus Sandstein und entstand im Jahr 1768. Dieser Prozessionsaltar besteht wie die Prozessionsaltäre am Alten Dorfring aus einem Tischsockel und einer mit einem Baldachin gerahmten Retabelwand. Auf dem mehrfach gegliederten, kantigen Tischsockel steht auf der Vorderseite in einer Schriftkartusche folgende Inschrift:

„Gott

und seinen Heiligen

zu Ehren hat dieses

Bildnis anhero gestiftet der

ehrsame Jakob Zoll

und Margaretha seine

eheliche Hausfrau

1768“

An der rechten Seite des Sockels steht folgender Text:

„An dieser Stelle starb am 4, Nov. 192

an Herzschlag Herr Kgl. bay. Hofrat u.

Geh. Sanitätsrat Dr. Theodor Wolf

ein großer Wohltäter der Gemeinde

R.I.P.“

Das Denkmal ist 190 cm hoch. Seine Rückwand ist 90 cm hoch und wie eine kleine Bühne gestaltet. Ein Vorhang ist über Puttenköpfchen drapiert. Auf der Bildfläche sind die Vierzehn Nothelfer mit ihren Attributen dargestellt; im Zentrum befindet sich der hl. Christophorus mit dem Jesuskind auf den Schultern.
Vor der Renovierung im Jahr 1976 befanden sich an den seitlichen Voluten die Figurenreste des hl. Jakobus mit Pilgermuschel, Wanderflasche und Buch sowie die Reste einer weiteren Figur, deren Attribute bereits verwittert waren.
Der Prozessionsaltar wurde früher von der Figur des Evangelisten Johannes, dem ein Adler beigegeben war, bekrönt.
Die Rückseite des Aufsatzes trägt folgende Initialen:

„D.V.E.H.“